# Michel Leiris
Julien Michel Leiris (ur. 20 kwietnia 1901 w Paryżu, zm. 30 września 1990 w Saint-Hilaire) – francuski pisarz, etnolog, krytyk sztuki.

## Życiorys
Pochodzący z rodziny mieszczańskiej Leiris, którego talenty literackie już wcześnie dały o sobie znać, wbrew własnej woli został zmuszony przez rodziców do studiowania chemii. Mimo to po zakończeniu I wojny światowej nawiązał kontakty z awangardowymi artystami owej epoki, zwłaszcza zaś z surrealistami; niebawem zaprzyjaźnił się z Maxem Jacobem, André Massonen, Pablem Picassem, Wifredo Lamem oraz innymi. Przyjaźnie te podtrzymywał do roku 1929, gdy porzucił grupę, pragnąc zdobyć większą samodzielność artystyczną. Trwającą przez całe życie przyjaźń miał utrzymywać jedynie z André Massonen i Wifredo Lamem.
Rozpoczął studia etnologiczne – w ten sposób spotkał się z Georges’em Bataille, zaangażował się w wydawaniu jego czasopisma „Documents”. Razem z Bataillem, Rogerem Caillois oraz Jules'em Monnerotem powołał do życia Collège de Sociologie – instytucję zajmującą się badaniami przejawów sacrum w życiu społecznym, działającą na zasadzie samokształceniowej. W latach 1931–1933 Leiris uczestniczył jako sekretarz-archista w ekspedycji badawczej Dakar-Dżibuti prowadzonej przez Marcela Griaule'a, kolegę z redakcji „Documents”. W trakcie wyprawy badał m.in. sekretny język Dogonów oraz kult opętania zār. Po powrocie z ekspedycji Leiris napisał traktat na temat tego, co widział i przeżył w Afryce pt. L'Afrique fantôme – podróż w tropiki przedstawiał jako modus doświadczenia wewnętrznego. Ten monumentalny dziennik podróży wykorzystuje techniki badawcze etnografii, stosując je do doświadczeń codziennych i wydarzeń z podróży. Opublikowanie tej książki doprowadziło do zerwania z Griaule'em.
W latach 1929–1935 Leiris poddał się terapii psychoanalitycznej prowadzonej przez Adrien Borela – zrozumiał wówczas, że warunkiem pełnego uleczenia jest napisanie biografii intymnej. W ten sposób Leiris przystąpił do prac nad L'Âge d'Homme (Wiek męski); ciągiem dalszym tej autobiografii było opublikowane w czterech tomach w latach 1948–1975 dzieło La Règle du Jeu. W 1957 roku Leiris został członkiem Instytutu ’patafizyki.
Karierę etnograficzną rozpoczął Leiris po powrocie z Afryki – podjął pracę badacza w stworzonym właśnie wówczas paryskim Musée de l’Homme. Po roku 1945 zbliżył się do sartre'owskiego egzystencjalizmu; był jednym z założycieli czasopisma „Les Temps modernes”. Razem z Aloiune'em Diopem, Aimé Césaire'em i Georges’em Balandierem założył w 1945 roku czasopismo „Présence Africaine”. Jako przeciwnik kolonializmu podpisał słynny we Francji Manifest 121. Do jego ważniejszych dzieł etnologicznych należy studium na temat pojęcia własności w Etiopii północnej. Znany jest także jako badacz kultów voodoo.

## Książki
- 1925 – Simulacre
- 1927 – Le Point Cardinal
- 1934 – L'Afrique Fantôme
- 1939 – L'Age d'Homme;
- 1943 – Haut Mal
- 1946 – Aurora
- 1948 – Biffures – La Règle du Jeu I
- 1955 – Fourbis – La Règle du Jeu II
- 1958 – La Possession et ses Aspects Théâtraux chez les Éthiopiens de Gondar
- 1961 – Nuits sans nuits et quelques jours sans jour
- 1964 – Grande fuite de neige
- 1966 – Fibrilles – La Règle du Jeu III
- 1966 – Brisées
- 1967 – Afrique Noire: la Création Plastique (razem z Jacqueline Delange)
- 1969 – Cinq études d'ethnologie
- 1969 – Mots sans Mémoire
- 1971 – André Masson, „Massacres” et autres dessins
- 1974 – Francis Bacon ou la vérité criante
- 1976 – Frêle Bruit – La Règle du Jeu IV
- 1978 – Alberto Giacometti
- 1980 – Au verso des images
- 1981 – Le Ruban au Cou de l'Olympia
- 1981 – Das Auge des Ethnographen
- 1982 – Spiegel der Tauromachie
- 1985 – Langage tangage
- 1987 – Francis Bacon
- 1987 – Roussel l'ingénu
- 1988 – A cor et à cri
- 1989 – Bacon le hors-la-loi
- 1992 – Zébrage
- 1992 – Journal 1922-1989
- 1994 – Journal de Chine
- 1996 – Miroir de l'Afrique

## Publikacje po polsku
- Wiek męski, Państwowy Instytut Wydawniczy, Warszawa 1972; słowo/obraz terytoria, Gdańsk 2016, przeł. Teresa Błońska, Jan Błoński
- Odpryski oraz Prążkowanie, Literatura na Świecie nr 07-08/2010 (468-469), ss. 211-243, 244-263
- Lustro Tauromachii, słowo/obraz terytoria, Gdańsk 1999, przeł. Maryna Ochab
- Noce bez nocy i kilka dni bez dnia, słowo/obraz terytoria, Gdańsk 2011, przeł. Anna Wasilewska
- Mowa słowa. Szkice o literaturze, Państwowy Instytut Wydawniczy, Warszawa 2018 (wybór tekstów z tomów: Brisées, Roussel l'ingénu i Zébrage), przeł. Tomasz Swoboda